# Where Do You Go To (My Lovely)
"Where Do You Go To (My Lovely)?" es una canción de Peter Sarstedt de 1969. Fue un éxito número uno en las listas del Reino Unido por seis semanas durante 1969, y fue reconocida con el premio Ivor Novello, al lado de la canción "Space Oddity", de David Bowie. En los Estados Unidos, la grabación sólo llegó al puesto #61 en la lista de los 100 sencillos de Cash Box, y a la posición #70 en los Billboard Hot 100 en mayo de ese año.
La canción habla sobre una muchacha ficticia llamada Marie-Claire quien llega a convertirse en miembro del Jet Set y vive en París. Las letras la describen desde la perspectiva de un amigo de la infancia; no se sabe si continúan siendo cercanos. La pregunta retórica del título sugiere que su glamuroso estilo de vida no le ha dado felicidad o satisfacción.
Sartstedt no era francés, pero la canción pudo haberse beneficiado de la popluaridad que en el Reino Unido tenían artistas como Serge Gainsbourg y Jacques Brel.
La letra hace varias referencias a lugares y personas:
- Marlene Dietrich: actriz y cantante alemana
- Zizi Jeanmaire: bailarina francesa
- Balmain: diseñador francés
- Boulevard Saint-Michel: calle del Barrio Latino famosa por sus librerías
- Rolling Stones: popular banda inglesa de rock & roll
- Sacha Distel: músico francés
- Sorbonne: Universidad de París
- Picasso: pionero español del arte moderno
- Juan-les-Pins: hotel ubicado en la Riviera Francesa
- Saint Moritz: resort de esquí ubicado en los Alpes suizos
- Napoleon brandy: brandy
- Aga Khan: líder islámico dueño de caballos de carrera
- Topless swimsuit: Bikini

A menudo se comenta que el nombre Marie-Claire fue inspirado por la revista francesa del mismo nombre que fue publicada por primera vez en 1937. Una teoría afirma que esta canción habla acerca de la estrella italiana Sophia Loren, quien fue abandonada por su padre y llevó una vida llena de pobreza y lucha en Nápoles. Otra teoría sugiere que la canción ha sido inspirada por la actriz y cantante Nina van Pallandt. En realidad, Peter Sastedt escribió la canción inspirado en una muchacha de la cual se había enamorado locamente en Viena en 1965. Murió trágicamente durante un incendio en un hotel. La canción fue escrita en Copenhague (Este dato se puede encontrar en la portada del disco compacto de “The Best of Peter Sarstedt”, EMI, nr. 8297622)
Esta canción ha sido interpretada por Right Said Fred, y su versión estuvo en las listas de popularidad de Alemania durante el 2006 (esta versión no contiene el verso final en el que se revelan los orígenes de Marie Claire). El músico de rock finés Hector (Heikki Harma) ha grabado la canción bajo el nombre "Kuningatar" (La Reina) con letra en finés e incluyendo referencias al negocio de las supermodelos, insinuando que Marie-Claire es una supermodelo que ha pasado de la pobreza a la riqueza. Fue una canción favorita de Nikki Sudden, y su amigo Dave Kusworth (de The Jacobites) la ha grabado para un álbum que salió en el 2007. La canción también ha sido interpretada por Sandra McCracken en su lanzamiento del 2004, Best Laid Plans. El cóver más reciente de esta canción fue realizado por un artista conocido como The Great Whackadoo. Esta versión combina el estilo folk de la canción con elementos del punk y el metal.
En 1997 Sarstedt grabó una secuela, "The Last of the Breed (Lovely 2)" en su disco "England's Lane". Esta vez retoma la historia de Marie Claire 20 años después, cuando vive en Londres. Hace referencias a más gente y lugares como Belgravia, Ballets Russes, Ciudad del Cabo, Claridge's, Gstaad, John Galliano, Harrods, Jerusalén, Long Island, Milán, Rudolf Nuréyev, Palm Beach (Florida), Río de Janeiro, e Isabella Rossellini.
En el 2007, la canción fue usada de manera importante en el cortometraje de Wes Anderson, Hotel Chevalier. El filme es un prólogo de su película Viaje a Darjeeling, en donde también aparece la canción.